# Associazione Sportiva Ambrosiana-Inter 1939-1940
Questa voce raccoglie le informazioni riguardanti l'Associazione Sportiva Ambrosiana-Inter nelle competizioni ufficiali della stagione 1939-1940.

## Stagione
Nell'estate 1939 la squadra — reduce da un biennio nel quale si era aggiudicata uno Scudetto e una Coppa Italia — dovette rinunciare a Giuseppe Meazza, colpito da un embolo al piede sinistro che ne interruppe momentaneamente la carriera agonistica. L'erede del Balilla venne individuato in casa, col prodotto del vivaio Umberto Guarnieri chiamato a prenderne il posto dopo aver esordito nella stagione precedente; il giovane attaccante s'inserì in una compagine ancora imperniata sugli artefici dei recenti successi, tra i quali Frossi e Ferrari.
In campionato i nerazzurri contrastarono il Bologna detentore, chiudendo la fase d'andata dietro agli stessi felsinei: a determinare il ritardo dai petroniani concorsero una pesante battuta d'arresto nel derby del 17 dicembre 1939 nonché il successivo pareggio sul campo degli emiliani. Durante la tornata conclusiva l'Ambrosiana-Inter riuscì a colmare il ritardo dai rossoblu, grazie anche ad una striscia di 8 affermazioni consecutive — realizzate tra la fine dell'inverno e il pieno della primavera — che comportò il sorpasso sui rivali; benché caduta a Novara nel penultimo turno, la formazione di Tony Cargnelli mantenne un punto di vantaggio sui bolognesi con lo scontro diretto — decisivo per l'assegnazione del titolo — in programma per la domenica finale.
Nella cornice di un San Siro scelto in sostituzione dell'Arena Civica — fatto ascrivibile alla maggior capienza — e in cui si riversarono oltre 35 000 spettatori, una rete di Ferraris in avvio di partita stroncò le speranze di rimonta dei felsinei: il trionfo di misura consegnò ai meneghini il quinto titolo della propria storia, con un'Italia ormai prossima a fare il suo ingresso in uno scenario bellico che prese a delinearsi nel corso dell'estate 1940.

## Organigramma societario
Area direttiva
- Presidente: Ferdinando Pozzani

Area tecnica
- Allenatore: Tony Cargnelli

## Rosa
| N. |                      | Ruolo | Calciatore          |
| -- | -------------------- | ----- | ------------------- |
|    | Italia (bandiera)    | P     | Angelo Caimo        |
|    | Italia (bandiera)    | P     | Giuseppe Peruchetti |
|    | Italia (bandiera)    | D     | Giuseppe Ballerio   |
|    | Italia (bandiera)    | D     | Celso Battaia       |
|    | Italia (bandiera)    | D     | Carmelo Buonocore   |
|    | Italia (bandiera)    | D     | Ugo Locatelli       |
|    | Italia (bandiera)    | D     | Bernardo Poli       |
|    | Italia (bandiera)    | D     | Duilio Setti        |
|    | Italia (bandiera)    | C     | Aldo Campatelli     |
|    | Italia (bandiera)    | C     | Enrico Candiani     |
|    | Italia (bandiera)    | C     | Antonio Caracciolo  |
|    | Argentina (bandiera) | C     | Attilio Demaria     |

| N. |                      | Ruolo | Calciatore           |
| -- | -------------------- | ----- | -------------------- |
|    | Italia (bandiera)    | C     | Giovanni Ferrari     |
|    | Italia (bandiera)    | C     | Ezio Meneghello      |
|    | Italia (bandiera)    | C     | Renato Olmi          |
|    | Argentina (bandiera) | C     | Víctor Pozzo         |
|    | Italia (bandiera)    | A     | Giorgio Barsanti     |
|    | Italia (bandiera)    | A     | Pietro Ferraris (II) |
|    | Italia (bandiera)    | A     | Annibale Frossi      |
|    | Italia (bandiera)    | A     | Umberto Guarnieri    |
|    | Italia (bandiera)    | A     | Giuseppe Meazza      |
|    | Italia (bandiera)    | A     | Pietro Rebuzzi (I)   |
|    | Italia (bandiera)    | A     | Vittorio Rovelli     |

## Risultati

### Serie A

#### Girone di andata
| Arbitro: | Ciamberlini (Genova) |

|                                    |           |  |
| Frossi 63’, 69’ Guarnieri 67’, 74’ | Marcatori |  |

| Arbitro: | Mattea (Torino) |

|                             |           |                   |
| De Filippis 13’ Pernigo 42’ | Marcatori | 2’ (rig.) Demaría |

| Arbitro: | Moretti (Genova) |

|                                                  |           |  |
| Ferraris II 15’ Guarnieri 30’, 75’ Locatelli 81’ | Marcatori |  |

| Arbitro: | Dattilo (Roma) |

|  |           |                            |
|  | Marcatori | 31’ Candiani 46’ Guarnieri |

| Arbitro: | Scorzoni (Bologna) |

|                             |           |  |
| Dugini 30’ Begnini 32’, 47’ | Marcatori |  |

| Arbitro: | Galeati (Bologna) |

|                                |           |  |
| Demaría 43’ Guarnieri 49’, 67’ | Marcatori |  |

| Arbitro: | Ciamberlini (Genova) |

|                           |           |              |
| Trevisan 30’ Rancilio 49’ | Marcatori | 3’ Guarnieri |

| Arbitro: | Scarpi (Dolo) |

|                                    |           |               |
| Ferraris II 30’ Demaría 82’ (rig.) | Marcatori | 35’ Montanari |

| Arbitro: | Dattilo (Roma) |

|  |           |             |
|  | Marcatori | 61’ Demaría |

| Arbitro: | Bertolio (Torino) |

|                                         |           |  |
| Ferraris II 8’ Candiani 26’ Demaría 49’ | Marcatori |  |

| Arbitro: | Bertolio (Torino) |

|                       |           |                                 |
| Gabardo 25’ Conti 54’ | Marcatori | 13’ Candiani 58’ (rig.) Demaría |

| Arbitro: | Scorzoni (Bologna) |

|  |           |                           |
|  | Marcatori | 19’ Chizzo 56’, 75’ Boffi |

| Arbitro: | Galeati (Bologna) |

|           |           |             |
| Piola 56’ | Marcatori | 44’ Demaría |

| Arbitro: | Saracini (Ancona) |

|               |           |  |
| Guarnieri 84’ | Marcatori |  |

| Bologna 14 gennaio 1940 | Bologna          | 0 – 0 | Ambrosiana-Inter | Stadio Littoriale\| Arbitro: \| Soliani (Genova) \| |
| Arbitro:                | Soliani (Genova) |       |                  |                                                     |

#### Girone di ritorno
| Arbitro: | Scarpi (Dolo) |

|            |           |  |
| Gabetto 8’ | Marcatori |  |

| Arbitro: | Bertolio (Torino) |

|                    |           |             |
| Guarnieri 10’, 70’ | Marcatori | 18’ Alberti |

| Arbitro: | Scorzoni (Bologna) |

|  |           |               |
|  | Marcatori | 78’ Guarnieri |

| Arbitro: | Galeati (Bologna) |

|             |           |  |
| Demaría 43’ | Marcatori |  |

| Milano 18 febbraio 1940 | Ambrosiana-Inter  | 0 – 0 | Bari | Arena Civica\| Arbitro: \| Bertolio (Torino) \| |
| Arbitro:                | Bertolio (Torino) |       |      |                                                 |

| Arbitro: | Scorzoni (Bologna) |

|             |           |                            |
| Alghisi 36’ | Marcatori | 65’ Frossi 84’ Ferraris II |

| Arbitro: | Dellarole (Vercelli) |

|                                                        |           |              |
| Candiani 25’, 36’ Guarnieri 41’, 79’ Grezar 85’ (aut.) | Marcatori | 15’ Tosolini |

| Arbitro: | Dattilo (Roma) |

|               |           |                         |
| Montanari 48’ | Marcatori | 37’ Frossi 42’ Candiani |

| Arbitro: | Ciamberlini (Genova) |

|                                                                        |           |             |
| Candiani 1’ Demaría 32’ (rig.) Guarnieri 50’ Frossi 69’ Campatelli 73’ | Marcatori | 10’ Allasio |

| Arbitro: | Scorzoni (Bologna) |

|  |           |                                         |
|  | Marcatori | 60’ Rebuzzi I 63’ Frossi 76’ Campatelli |

| Arbitro: | Bonivento (Venezia) |

|                             |           |          |
| Ferraris II 43’ Demaría 55’ | Marcatori | 3’ Genta |

| Arbitro: | Barlassina (Novara) |

|                  |           |                                                 |
| Boffi 81’ (rig.) | Marcatori | 41’ Candiani 64’ (rig.) Demaría 83’ Ferraris II |

| Arbitro: | Scarpi (Dolo) |

|                                          |           |  |
| Barsanti 32’, 67’ Demaría 36’ Frossi 37’ | Marcatori |  |

| Arbitro: | Ciamberlini (Genova) |

|              |           |  |
| Calzolai 81’ | Marcatori |  |

| Arbitro: | Dattilo (Roma) |

|                |           |  |
| Ferraris II 9’ | Marcatori |  |

### Coppa Italia
| Arbitro: | Zelocchi (Modena) |

|               |           |                        |
| Guarnieri 73’ | Marcatori | 63’ Borsetti 81’ Capri |

## Statistiche
Statistiche aggiornate al 2 giugno 1940.

### Statistiche di squadra
| Competizione | Punti | In casa | In casa | In casa | In casa | In casa | In casa | In trasferta | In trasferta | In trasferta | In trasferta | In trasferta | In trasferta | Totale | Totale | Totale | Totale | Totale | Totale | D.R. |
| Competizione | Punti | G       | V       | N       | P       | Gf      | Gs      | G            | V            | N            | P            | Gf           | Gs           | G      | V      | N      | P      | Gf     | Gs     | D.R. |
| ------------ | ----- | ------- | ------- | ------- | ------- | ------- | ------- | ------------ | ------------ | ------------ | ------------ | ------------ | ------------ | ------ | ------ | ------ | ------ | ------ | ------ | ---- |
| Serie A      | 44    | 15      | 13      | 1       | 1       | 37      | 8       | 15           | 7            | 3            | 5            | 19           | 15           | 30     | 20     | 4      | 6      | 56     | 23     | 33   |
| Coppa Italia | -     | 1       | 0       | 0       | 1       | 1       | 2       | 0            | 0            | 0            | 0            | 0            | 0            | 1      | 0      | 0      | 1      | 1      | 2      | −1   |
| Totale       | -     | 16      | 13      | 1       | 2       | 38      | 10      | 15           | 7            | 3            | 5            | 19           | 15           | 31     | 20     | 4      | 7      | 57     | 25     | 32   |

### Statistiche dei giocatori
| Giocatore        | Serie A  | Serie A | Coppa Italia | Coppa Italia | Totale   | Totale |
| Giocatore        | Presenze | Reti    | Presenze     | Reti         | Presenze | Reti   |
| ---------------- | -------- | ------- | ------------ | ------------ | -------- | ------ |
| G. Ballerio      | 4        | 1       | -            | -            | 4        | 1      |
| G. Barsanti      | 7        | 2       | -            | -            | 7        | 2      |
| C. Battaia       | 1        | 0       | -            | -            | 1        | 0      |
| C. Buonocore     | 11       | 0       | 1            | 0            | 12       | 0      |
| A. Caimo         | 7        | -6      | -            | -            | 7        | -6     |
| A. Campatelli    | 30       | 2       | 1            | 0            | 31       | 2      |
| E. Candiani      | 22       | 8       | 1            | 0            | 23       | 8      |
| A. Caracciolo    | 1        | 0       | -            | -            | 1        | 0      |
| A. Demaría       | 29       | 12      | 1            | 0            | 30       | 12     |
| G. Ferrari       | 8        | 0       | -            | -            | 8        | 0      |
| P. Ferraris (II) | 28       | 7       | 1            | 0            | 29       | 7      |
| A. Frossi        | 26       | 7       | 1            | 0            | 27       | 7      |
| U. Guarnieri     | 22       | 15      | 1            | 1            | 23       | 16     |
| U. Locatelli     | 29       | 1       | 1            | 0            | 30       | 1      |
| G. Meazza        | 0        | 0       | 0            | 0            | 0        | 0      |
| E. Meneghello    | 4        | 0       | -            | -            | 4        | 0      |
| R. Olmi          | 23       | 0       | 1            | 0            | 24       | 0      |
| G. Peruchetti    | 23       | -17     | 1            | -2           | 24       | -19    |
| B. Poli          | 18       | 0       | -            | -            | 18       | 0      |
| V. Pozzo         | 6        | 0       | -            | -            | 6        | 0      |
| P. Rebuzzi (I)   | 3        | 1       | -            | -            | 3        | 1      |
| V. Rovelli       | 2        | 0       | -            | -            | 2        | 0      |
| D. Setti         | 26       | 0       | 1            | 0            | 27       | 0      |